# ملاقات با ونوس (فیلم ۱۹۹۱)
ملاقات با ونوس (به انگلیسی: Meeting Venus) فیلمی محصول سال ۱۹۹۱ و به کارگردانی ایشتوان سابو است. در این فیلم بازیگرانی همچون گلن کلوز، نیلز آرستروپ، ماریان لابودا، جی او. ساندرس، یوهانا تر اشتیخه، ماریا دی میدیروش، اتین شیکو، دوروتیا اودواروش، ماشا مریل، ارلاند یوسفسن و بریژیت سی ایفای نقش کرده‌اند.